# Peter von Hess
Peter von Hess (Düsseldorf, 1792. július 29. – München, 1871. április 4.) német festő, Carl Ernst Christoph Hess fia és tanítványa, Heinrich Maria von Hess testvére.

## Élete

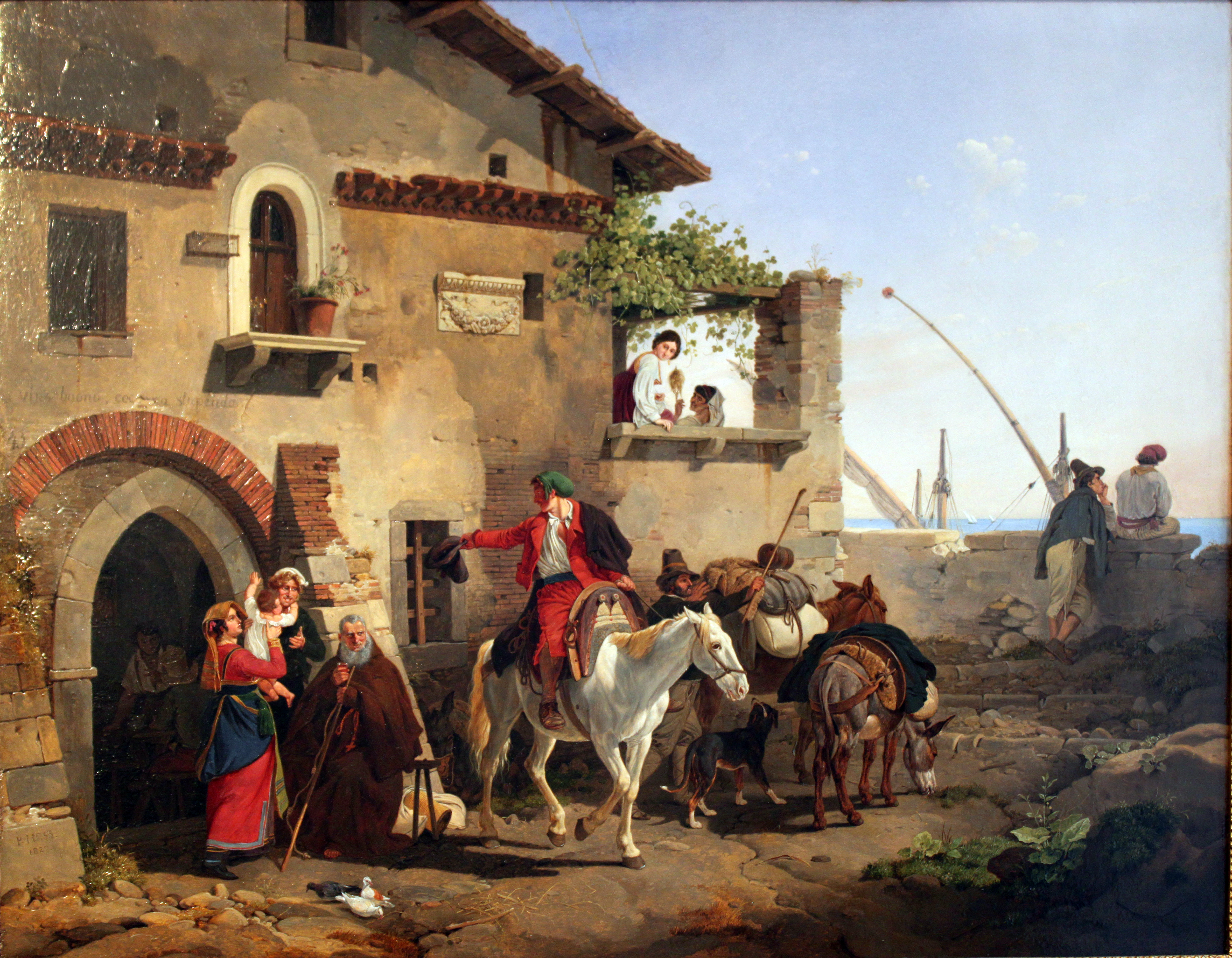
Búcsú (életkép)

1806-tól a Müncheni Képzőművészeti Akadémia növendéke volt, az 1813–15. évi hadjáratokban Wrede tábornok kíséretében vett részt, élesen megfigyelte a tábori életet, és több csataképet festett, amilyenek az Arcis-sur-aubei csata képe; A hanaui Kinzig-híd megvédése Pappenheim tábornok által; Összetűzés francia dragonyosok elfogott francia parasztokkal; A partenkircheni reggel; Osztrák seregek táborozása; A bodenbühli ütközet; A wörgeli csata stb. Ezeknél sikerültebbek kisebb katonai jelenetei és vadászképei, de legjobb Ottó görög király Naupliába történő bevonulását ábrázoló nagy képe, amelyet mint szemtanú festett meg (1835, müncheni új képtár). Miklós orosz cár számára 8 képben megfestette az 1812. év fő hadi eseményeit, a müncheni Hofgarten árkádjaiban a görög szabadságharc fő mozzanatait ábrázoló 39 freskóképet. Rajza szabatos, de száraz, színezése tarka.

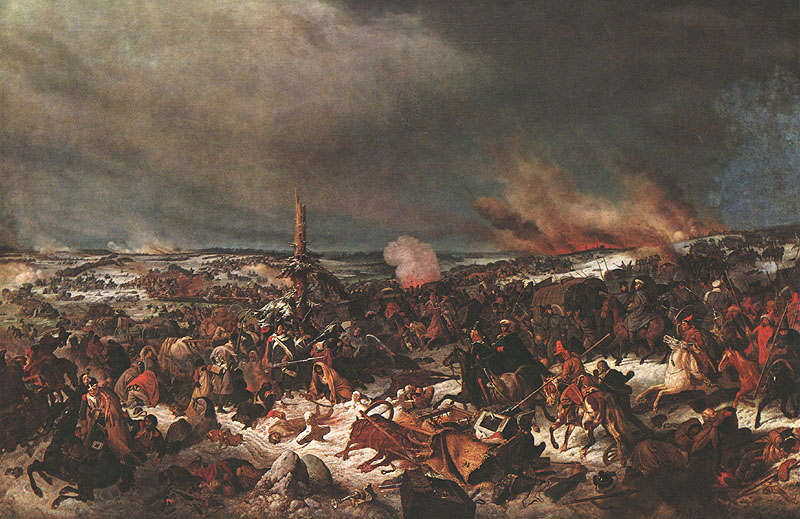
Átkelés a Berezina folyón 1812. november 17.